# Colette Sénami Agossou Houeto
Colette Sénami Agossou Houeto (* 6. März 1939 in Porto-Novo) ist eine beninische Beamtin im Ruhestand und ehemalige Politikerin.

## Leben
Agossou Houeto wurde am 6. März 1939 in der beninische Hauptstadt Porto-Novo geboren. Auf ihren Schulabschluss in Cotonou folgte en Studium an der Universität Straßburg sowie in München und Aix-en Provence. Sie arbeitete als Lehrerin und wirkte von 1974 bis 1981 Direktorin des Institut National pour la Formation et la Recherche en Éducation (INFRE), dem nationalen beninischen Institut für Ausbildung und Forschung im Bildungswesen. Von 1986 bis 1991 arbeitete sie bei der Afrikanischen Entwicklungsbank in einem Programm zur Integration von Frauen in die Entwicklung. Später übernahm sie Positionen bei UNICEF, war zwischenzeitlich für sechs Jahre erste Stellvertreterin des Bürgermeisters von Porto-Novo und gehörte von April bis August 2006 dem ersten Kabinett Boni Yayis als Ministerin für Vor- und Grundschulbildung an. Aus der letztgenannten Position wurde sie aufgrund einer Personalie entlassen. Im Oktober 2014 wurde sie mit dem beninischen Nationalorden (französisch Ordre National du Bénin) im Rang eines Kommandeurs ausgezeichnet.